# Juncus striatus
Juncus striatus là một loài thực vật có hoa trong họ Juncaceae. Loài này được Schousb. ex E.Mey. mô tả khoa học đầu tiên năm 1822.